# Hadley F.C.
Hadley Football Club là một câu lạc bộ bóng đá Anh tọa lạc ở Potters Bar. Họ được thành lập năm 1882 và lúc đầu chơi ở Hadley Common, Monken Hadley, tại London Borough of Barnet. CLB là hội viên của Hertfordshire County Football Association. Họ thi đấu ở Spartan South Midlands League Premier Division. Đội dự bị của họ thi đấu ở Spartan South Midlands League Reserves section. Đội thứ ba và thứ tư thi đấu ở West Herts Saturday League.

## Lịch sử
Hadley Football Club được thành lập năm 1882 và bắt đầu thi đấu ở North Middlesex League. Sau Thế chiến thứ II, họ gia nhập Barnet and District League, khoảng năm 1947, họ thi đấu ở Wrotham Park tại Barnet end of Kitts End Road. Hadley chơi ở đó cho đến năm 1955 khi đội bóng chuyển đến Barnet Playing Fields để có "cơ sở vật chất tốt hơn" và gia nhập North Suburban Intermediate League. Sau đó CLB gia nhập Mid-Herts Football League, giành chức vô địch Premier Division 2 lần ở các mùa giải 1975–76 và 1976–77, cũng như chức vô địch Mid Herts Premier Division Shield mùa giải 1976–77.
Ở mùa giải 1977–78, CLB gia nhập Hertfordshire Senior County League, bắt đầu ở Division Three và vô địch ngay lần đầu tiên thi đấu. CLB cũng đổi sân vận động để có thể tiến xa hơn ở Herts Senior County League và họ chuyển đến sân vận động có cơ sở vật chất tốt hơn ở St. Albans Road, Barnet (sân nhà hiện tại của Bridgedown Golf Club). Tuy nhiên họ chỉ thi đấu một mùa giải ở đây vì họ được thông báo rằng sân này không còn được cho thuê nữa, vì thế đội bóng chuyển đến Chandos Avenue, Whetstone, cho đến hết năm 1985. Mùa giải đầu tiên của họ ở Chandos Avenue cũng chứng kiến CLB thăng hạng Premier Division.
CLB trụ lại ở Hertfordshire Senior County League đến năm 1985, sau đó họ gia nhập Southern Olympian League và chuyển sân tiếp, lần này là ở Woodside Park Club, Southover, Totteridge. CLB lại tiếp tục đổi sân năm 1992 thành sân nhà hiện tại, Parkfield và gia nhập lại Herts Senior County League ở mùa giải 1999–2000. Hai mùa giải sau đó họ vô địch Division One và thăng hạng Premier Division. Ở mùa giải 2003–04, CLB vô địch Premier Division và Herts Senior Centenary Trophy. Họ tiếp tục chuỗi chiến thắng khi vô địch tiếp ở mùa sau đó và tại mùa giải 2005–06, họ vô địch Aubrey Cup.
Cuối mùa giải 2006–07, CLB đăng ký gia nhập Spartan South Midlands league, điều này bị từ chối bởi Herts County League, vì thế mùa giải sau đó (2007–08), CLB bị loại khỏi Herts County league và thi đấu ở West Herts Saturday League, vô địch Premier Division ngay lần đầu tiên. Họ tiếp tục đăng ký gia nhập Spartan South Midlands League, và lần này CLB được chấp nhận vào Division Two cho mùa giải 2008–09.
CLB giành quyền thăng hạng Division One ở mùa giải đầu tiên tại Spartan South Midlands League, và lặp lại thành tích lên hạng ở mùa sau đó. Thêm vào đó, ở mùa giải 2009–10, lần đầu tiên CLB tham dự FA Vase, và một mùa sau đó họ ra mắt tại FA Cup. CLB vẫn đang thi đấu ở Spartan South Midlands League Premier Division.

## Sân vận động
Hadley chơi trên sân nhà Parkfield, Watkins Rise (off The Walk), Potters Bar, Hertfordshire, EN6 1QB.
Sân vận động thuộc sở hữu của Potters Bar Town, và đội bóng đã dùng chung sân này.
Đội dự bị, đội thứ ba và đội cựu binh chơi trên sân nhà Dame Alice Owens School, Potters Bar, Hertfordshire, EN6 2DU.

## Các danh hiệu

### Danh hiệu giải đấu
- Spartan South Midlands League Division One :[4]
  - Á quân (1): 2009–10
- Spartan South Midlands League Division Two :[4]
  - Á quân (1): 2008–09
- Hertfordshire Senior County League premier Division:[4]
  - Vô địch (2): 2003–04, 2004–05
  - Á quân (1): 2006–07
- Hertfordshire Senior County League Division One:[4]
  - Vô địch (1): 2001–02
  - Á quân (1): 1978–79
- Hertfordshire Senior County League Division Three:[4]
  - Vô địch (1): 1977–78
- Mid-Herts Football League:[3]
  - Vô địch (2): 1975–76, 1976–77
- West Herts Saturday League:[3]
  - Vô địch (1): 2007–08

### Danh hiệu Cup
- Hertfordshire Senior County League Aubrey Cup:[7]
  - Vô địch (1): 2005–06
- Herts Senior Centenary Trophy:[6]
  - Vô địch (1): 2003–04
- Spartan South Midlands Football League Premier Division Cup:[11]
  - Á quân (1): 2012–13
- Mid-Herts Football League Premier Division Shield:[3]
  - Vô địch (1): 1976–77

## Các kỉ lục
- Vị trí cao nhất cấp độ giải đấu:[4] thứ 12 ở Spartan South Midlands League Premier Division 2012–13
- Thành tích tốt nhất ở FA Cup:[4] Vòng sơ loại 2012–13, 2013–14
- Thành tích tốt nhất ở FA Vase:[4] Vòng 2 2009–10, 2013–14

## Cựu cầu thủ
1. Các cầu thủ thi đấu/dẫn dắt ở Football League hoặc cấp độ tương đương ở nước ngoài.

2. Các cầu thủ thi đấu trong đội tuyển quốc gia.
- Lester Finch